# Amici Celebrities
Amici Celebrities è stato un programma televisivo italiano, spin-off di Amici di Maria De Filippi, andato in onda in prima serata su Canale 5 dal 21 settembre al 23 ottobre 2019 con la conduzione di Maria De Filippi nelle prime tre puntate, che sono andate in onda di sabato, e di Michelle Hunziker nelle rimanenti tre puntate, che invece sono andate in onda di mercoledì.

## Il programma
Ad Amici Celebrities alcuni personaggi noti provenienti dal mondo dello spettacolo frequentano una scuola di canto e di ballo suddivisi in due squadre, una bianca e una blu, capitanate da vari coach.
Per la prima edizione, i coach sono quattro, due cantanti e due ballerini: per la squadra bianca ricoprono questo ruolo Giordana Angi (classificatasi seconda nella diciottesima edizione di Amici) e Sebastian Melo Taveira (classificatosi terzo nella sedicesima edizione), mentre per la squadra blu sono Alberto Urso (vincitore della diciottesima edizione) e Andreas Müller (vincitore della sedicesima edizione).

## Edizioni
| Edizione | Anno | Conduzione       | Conduzione        | Periodo           | Periodo         | Puntate | Giudici        | Giudici           | Giudici    | Concorrenti | Vincitori      |
| Edizione | Anno | Conduzione       | Conduzione        | Inizio            | Fine            | Puntate | Giudici        | Giudici           | Giudici    | Concorrenti | Vincitori      |
| -------- | ---- | ---------------- | ----------------- | ----------------- | --------------- | ------- | -------------- | ----------------- | ---------- | ----------- | -------------- |
| 1ª       | 2019 | Maria De Filippi | Michelle Hunziker | 21 settembre 2019 | 23 ottobre 2019 | 6       | Ornella Vanoni | Giuliano Peparini | Platinette | 12          | Pamela Camassa |

## Concorrenti

### Prima edizione (2019)
| Concorrente                  | Categoria     | Professione                         | Luogo di nascita | Stato                |
| ---------------------------- | ------------- | ----------------------------------- | ---------------- | -------------------- |
| Pamela Camassa               | Canto e ballo | Showgirl, attrice                   | Prato            | Vincitrice           |
| Massimiliano Varrese         | Canto e ballo | Attore                              | Roma             | Secondo classificato |
| Filippo Bisciglia            | Canto         | Conduttore TV                       | Roma             | Terzo classificato   |
| Ciro Ferrara                 | Canto         | Ex calciatore, opinionista sportivo | Napoli           | Quarto classificato  |
| Emanuele Filiberto di Savoia | Canto e ballo | Personaggio TV                      | Ginevra          | Eliminato            |
| Laura Torrisi                | Canto         | Attrice                             | Catania          | Eliminata            |
| Francesca Manzini            | Canto e ballo | Imitatrice, conduttrice radiofonica | Roma             | Eliminata            |
| Raniero Monaco di Lapio      | Ballo         | Attore, ex modello                  | Londra           | Eliminato            |
| Joe Bastianich               | Canto         | Imprenditore, personaggio TV        | New York         | Eliminato            |
| Cristina Donadio             | Canto         | Attrice                             | Napoli           | Eliminata            |
| Chiara Giordano              | Ballo         | Produttrice cinematografica         | Roma             | Eliminata            |
| Martín Castrogiovanni        | Ballo         | Ex rugbista, personaggio TV         | Paraná           | Eliminato            |

## Audience
| Edizione | Rete televisiva | Anno | Stagione | Programmazione | Programmazione | Programmazione | Programmazione | Programmazione | Programmazione | Programmazione | Media auditel  | Media auditel | Premiere       | Premiere | Finale         | Finale |
| Edizione | Rete televisiva | Anno | Stagione | L              | M              | M              | G              | V              | S              | D              | Telespettatori | Share         | Telespettatori | Share    | Telespettatori | Share  |
| -------- | --------------- | ---- | -------- | -------------- | -------------- | -------------- | -------------- | -------------- | -------------- | -------------- | -------------- | ------------- | -------------- | -------- | -------------- | ------ |
| 1ª       | Canale 5        | 2019 | autunno  |                |                |                |                |                |                |                | 2 993 000      | 18,22%        | 3 274 000      | 20,61%   | 2 629 000      | 15,82% |

## Sigla
Le sigle del programma erano Oltre mare di Giordana Angi e Alberto Urso e A Sky Full of Stars dei Coldplay.